# François Midy
Pour les articles homonymes, voir Midy.
François Midy, né à Limoges le 8 juin 1752, mort à Laval le 4 avril 1807, est un homme de loi et révolutionnaire français, avocat au Parlement, accusateur public du Tribunal révolutionnaire. 

## Biographie

### Origines
Il est le fils de Léonard Midy et de Marie Laury. En 1765, il perd son père, receveur ancien et alternatif des tailles de l'élection de Bourganeuf. Cette époque marque le début de ses malheurs jusqu'à son arrivée en Anjou.
Alors trop jeune encore pour être reçu dans ces charges, sa mère, pour les lui conserver, est obligée de donner un homme au roi. Ce dernier augmenta ses dépenses et parvint, aidé des receveurs généraux qu'il trompait, à faire un déficit dans la caisse de plus de 50 000 livres. Il est destitué. Pour remplir ce déficit, on s'attaqua aux charges qui sont vendues en 1775 par arrêt du Conseil

### La protection de Turgot et de Necker
Sans fortune, Midy a recours à la protection de Anne Robert Jacques Turgot, alors contrôleur général. Ce dernier lui donne une place dans la Régie des messageries. Clugny détruit cette Régie et Midy se retrouve sans emploi.
Michel François d'Ailly, qui avait connu ses malheurs, étant chez  Henri Lefèvre d'Ormesson, Intendant des finances, parle de lui à Jacques Necker et lui fait donner la place de contrôleur des Vingtièmes. Il est nommé à cet emploi le 1er juin 1778. Il est alors assigné l'Élection de Château-Gontier. Il y réalise plusieurs travaux, mais est atteint d'une grave maladie d'août 1781 à mai 1783. Une fois guéri, il se marie avec une Anglaise, Louise-Stanislas-Adélaïde Dean, qui était alors pensionnaire au couvent des Ursulines d'Argenteuil.

### Les conséquences de la Révolution française
Midy possède la charge de procureur du Roi au grenier à sel de Craon et est sénéchal de l'abbaye de Nyoiseau près de Segré. Le ménage Midy vit honorablement jusqu'à la Révolution française, qui vient tarir la plupart de ces revenus. Les ressources sur lesquelles pouvait compter le ménage disparaissaient successivement.

### Les opportunités de la Révolution
Il commence son évolution quelques mois auparavant. C'est lui, probablement, qui rédigea le Cahier des doléances de la paroisse de Saint-Aignan-sur-Roë. Midy est l'un des deux députés choisis par la dite paroisse pour faire partie de l'Assemblée préliminaire du Tiers-État réunie à Angers le 9 mars 1789.
À la suite de la prise de la Bastille, Craon comme les villes voisines établit sa milice nationale et sa garde bourgeoise, dont Midy fait partie de l'état-major le 20 juillet 1789. On ne voit pas cette garde intervenir dans l'émeute qui se produit, au commencement du mois d'août, contre le seigneur de Craon, le marquis de la Forêt d'Armaillé. 
Peu de temps après il se forma, parmi les gardes nationaux, une compagnie de volontaires Ils choisirent pour officiers MM. Allard et Mercier, capitaines, et Midy pour commandant. Ceux-ci avaient promis soumission à M. Doussault et aux officiers de l'état-major. Mais, le 15 novembre 1789, une patrouille, commandée par un de ces officiers, est insultée dans les rues de Craon et les volontaires refusèrent dès lors d'obéir à d'autres que leurs capitaines. L'affaire s'envenima. L'affaire paraissait apaisée, quand une autre patrouille fut à son tour insultée, le 16 février 1790, par des gardes nationaux Les volontaires, se voyant en butte aux insultes de la populace, préférèrent se dissoudre et rentrer dans les rangs de la garde nationale.
Une première municipalité avait été en effet nommée à Craon le 14 février 1790.
Midy, jusqu'en 1791, n'obtient aucune place. Il devient juge en fonction au Tribunal de District en avril 1791. Le 9 avril 1791, il accepte la présidence du Club dit les Amis de la Constitution formé par vingt citoyens réunis aux Jacobins de Craon. En janvier 1792, il acquiert des biens nationaux. Président du club de Craon, lié avec François-Joachim Esnue-Lavallée, il fait son chemin et sa place.

### Accusateur public
Il devient accusateur public au tribunal criminel de département par la protection d'Esnue-Lavallée. Homme modéré, il aura soin de ne pas se compromettre.
Il est au nombre des électeurs appelés, le 2 septembre 1792, à élire les députés à la Convention nationale. Il est même nommé en second des députés suppléants à cette assemblée (scrutin du 7 septembre), mais ne fut pas appelé à y prendre place.

### 1793
À la nouvelle des événements des Journées du 31 mai et du 2 juin 1793, les administrateurs du département de la Mayenne ordonnent la formation d'un bataillon de volontaires qui partit pour Caen se mettre aux ordres de Georges Félix de Wimpffen. Le district de Craon s'oppose à ce mouvement. À Craon, le 10 juin 1793, dans une séance du directoire, Midy, qui était membre du Conseil, exposa qu'il ne voyait dans cette démarche calquée sur celle du département d'Isle-et-Vilaine, que le germe de la guerre civile, les moyens d'établir le fédéralisme et les efforts des riches pour détruire l'effet des décrets de l'impôt progressif, de la taxe de guerre et de l'impôt forcé.. L'arrêté du directoire de Craon fut moins violent que ne le demandait Midy

### La Virée de Galerne
Après la bataille de Pacy-sur-Eure, les administrateurs de Mayenne, dès le 19 juillet, et ceux de Laval, le 23, s'empressèrent d'ordonner le retour des volontaires et de rétracter leurs précédents arrêtés. Il était déjà trop tard. En apprenant la prochaine arrivée à Laval des conventionnels Didier Thirion et Esnue-Lavallée, envoyés en mission dans la Mayenne, tous les fonctionnaires compromis crurent devoir adresser leurs démissions aux Représentants du Peuple qui refusèrent de les accepter. Les Conventionnels arrivèrent à Laval vers la fin de septembre et par divers arrêtés, datés du 3 au 8 octobre, procédérent au remplacement des fonctionnaires destitués. Thirion étant étranger au département, c'est Esnue-Lavallée qui sans doute se chargea de choisir les candidats à ces nombreuses places. Il désigna pour président du tribunal criminel son beau-frère Basile, notaire et défenseur officieux à Craon, et pour accusateur public, son ancien collègue au tribunal de la même ville, François Midy.
Quelques mois plus tard, la guerre de Vendée éclate, les royalistes passent la Loire, le 18 octobre 1793, et après avoir occupé Candé et Segré, menace Craon. Midy, qui venait d'être appelé comme accusateur public au Tribunal criminel du département de la Mayenne se trouve à Laval, quand les Vendéens, sont maîtres de Château-Gontier vinrent pour l'attaquer. Laval est évacuée à son tour. 
Mais les administrateurs du département, pour éviter que les détenus, prêtres réfractaires et suspects, parmi lesquels se trouvaient quelques patriotes, soient délivrés par les Vendéens, résolurent de les faire conduire loin du théâtre de la guerre. Le 23, au matin, ils sont dirigés sur Mayenne. Les prêtres sont emmenés à Lassay, pour être conduits à Rambouillet. Les autres sont dirigés sur le Ribay et Javron. 
Le convoi est rejoint par divers fonctionnaires, partis après eux de Laval, et parmi ceux-ci le citoyen Midy. Celui-ci s'intéresse aux prisonniers patriotes, presque tous anciens fonctionnaires destitués et arrêtés pour cause de fédéralisme. Lorsque le convoi part, par Pré-en-Pail, pour Alençon, il fait preuve d'humanité et intervient auprès des prisonniers en leur sauvant la vie : il les fait séparer des autres suspects et obtient du conventionnel Letourneur qu'ils soient maintenus dans les prisons d'Alençon tandis que les autres prisonniers étaient dirigés sur Chartres. Midy marque alors un certain courage pour oser s'intéresser à des prisonniers, au risque d'être lui-même considéré comme suspect.
L'installation de ce tribunal subit des retards causés par les événements. Les Vendéens avaient envahi Laval le 22 octobre. Ils en repartirent le 1er novembre. Ce n'est qu'après la bataille du Mans et le passage des royalistes en fuite que le tribunal put s'organiser. Les Conventionnels avaient attribué à des commissions révolutionnaires la compétence la plus étendue et il ne restait à juger par les tribunaux criminels que les crimes de droit commun ou les délits commis contre la loi du maximum, en somme peu de chose.

### La Terreur
Basile et Midy, réputés ardents révolutionnaires, n'étaient point des hommes sanguinaires. Ils réussissent à conserver leurs places. Ils n'eurent du reste ni l'un ni l'autre l'occasion, dans leurs nouvelles fonctions, de se compromettre. C'est seulement dans les premiers jours du mois de nivôse, à la suite de la troisième invasion de Laval par les Vendéens et d'une troisième évacuation de la ville par les autorités, réfugiées à Rennes cette fois, que le tribunal criminel put être installé.
Midy a conservé des notes sur ses opérations du 9 nivôse an II (27 décembre 1793) au 1er vendémiaire an III (22 septembre 1794). À ce moment, le conventionnel René François-Primaudière se trouvait à Laval où il avait été envoyé pour procéder à l'épuration des autorités constituées. Par arrêté du 15 germinal (4 avril), il confirma les pouvoirs des membres du tribunal criminel.
Il n'en fut pas de même de la Commission militaire révolutionnaire du département de la Mayenne présidée par Clément. Une nouvelle commission continue l'œuvre de leurs prédécesseurs. Ce nouveau tribunal commença ses séances le 18 germinal. Il les interrompit de nouveau du 9 floréal (28 avril)au 10 prairial (29 mai), sur l'ordre du représentant Joseph François Laignelot, sans doute en exécution de la loi du 27 germinal (16 avril) qui ordonnait le renvoi devant le tribunal révolutionnaire de Paris de tous les prévenus de conspiration qui seraient saisis sur un point quelconque de la République, en même temps que leurs complices.Cette loi emportait la suppression de tous les tribunaux révolutionnaires existant dans les départements. À la même époque, Midy fait habilement preuve d'humanité.
La Commission révolutionnaire reprit ses séances le 11 prairial. Une nouvelle loi du 19 floréal (8 mai), avait autorisé le Comité de Salut public à maintenir ces tribunaux en fonctions là où il le jugerait utile. C'est ainsi que furent rétablis, après une suspension plus ou moins longue, ceux d'Arras, de Bordeaux, de Nîmes, de Noirmoutiers et enfin de Laval. Ce dernier devait continuer à siéger jusqu'au 18 vendémiaire an III (9 octobre 1794).

### La Convention
Après la mort de Robespierre, la Convention avait mis fin au régime de la Terreur, en envoyant dans les départements des commissaires avec mission d'amener l'apaisement par des mesures réparatrices. Leur premier soin devait être de faire disparaître ces commissions extraordinaires qui avaient fait couler tant de sang partout où elles avaient été maintenues. Le représentant du peuple Jean-François Boursault-Malherbe était désigné pour se rendre dans la Mayenne. Il fit mettre en liberté de nombreux prisonniers détenus comme suspects dans les prisons de Laval, mit fin aux poursuites dirigées contre les anciens fonctionnaires destitués pour cause de fédéralisme, ordonna au contraire l'arrestation des plus violents terroristes et enfin renouvela les autorités. 
Néanmoins, Basile fut laissé à la tête du tribunal criminel et Midy conserva, au moins provisoirement, ses fonctions d'accusateur public près de ce tribunal.

### Nouvelles fonctions
Pendant que Midy poursuivait son instruction contre les terroristes, il s'était vu un instant sur le point de perdre sa place. Le 25 germinal (14 avril 1795) un arrêté de Mathieu Baudran, confirmé par Guezno et Guermeur le 3 floréal suivant, avait une fois encore renouvelé les autorités du département de la Mayenne. Les anciens fonctionnaires destitués pour adhésion au fédéralisme reprenaient les fonctions qu'ils avaient occupées autrefois Midy resta donc en fonctions Mais il comprenait que sa situation n'était que provisoire. Aussi, en prévision d'une destitution qu'il sentait prochaine, songea-t-il à trouver une autre place qui lui permettrait de vivreà Laval, n'ayant pas envie de rentrer à Craon. Il chercha donc à obtenir un emploi dans les bureaux de l'Administration du Département et, il s'adresse à Plaichard-Choltière pour le prier d'appuyer sa demande. Il s'agissait de la place de chef du bureau de la liquidation des créances des émigrés au Département qui fut en effet accordée à Midy vers cette époque, aux appointements mensuels de 297 livres 10 sols, outre les indemnités fixées par le Comité des finances.
Ses embarras n'étaient pas terminés pourtant. La pension qu'il réclamait depuis 1790 lui avait bien été accordée, mais il ne pouvait en jouir, faute d'avoir produit utilement certaines pièces. Il avait encouru la déchéance et un long temps devait encore s'écouler avant qu'il fût admis à en toucher les termes. Et voilà qu'il apprend qu'une dénonciation contre lui a été adressée au Comité de sûreté générale, sans doute par quelque compétiteur évincé ou par des partisans des Jacobins poursuivis.
Pendant les derniers mois de l'an III, il semble avoir cumulé ses fonctions d'accusateur avec celles de chef du bureau de liquidation au Département, en prévision sans doute du moment où les premières lui seraient retirées.
La Constitution de l'an III modifia la composition des départements, en créant des arrondissements judiciaires pour remplacer les districts. Celui de la Mayenne en comptait trois Laval, Mayenne et Château-Gontier. Il n'y avait plus qu'un seul tribunal civil siégeant au chef-lieu du département. Midy est juge au tribunal de département dans la nouvelle organisation
judiciaire, tandis que Baguelin venait le remplacer au tribunal criminel.

### Juge
De l'an IV à l'an VII, il se consacre uniquement à ses fonctions de juge. Rejoint par sa femme qui avait attendu qu'il eût une position stable pour se réunir à lui, il vécut alors paisiblement, se bornant, en dehors des devoirs de sa charge, à fréquenter quelques amis qu'il avait su s'attacher par les liens de la reconnaissance.
Le 15 brumaire an VII (5 novembre 1798), il fut appelé à diriger le jury d'accusation de l'arrondissement de Laval pendant le semestre suivant et à présider les audiences de la police correctionnelle
Quelques jours avant de quitter la présidence du jury d'accusation, Midy avait reçu une lettre de Baguelin, en date du 9 floréal (28 avril 1799), l'informant qu'il étaitappelé, pour un semestre, à siéger comme juge au Tribunal criminel de département. Mais Midy ne devait plus rester longtemps dans ses fonctions de juge. Il venait à peine de quitter le Tribunal criminel pour rentrer au Tribunal civil, lorsque se produisit le coup d'État du 18 Brumaire qui renversa le Directoire.

### Avoué
Cette fois, le nom de Midy ne se rencontre plus sur la liste des magistrats nommés pour composer les tribunaux établis par la Constitution de l'an VIII dans chaque arrondissement. Il dut donc abandonner définitivement ses fonctions. Il ouvrit alors un cabinet d'avoué près le Tribunal civil de Laval. Sa connaissance parfaite des affaires et de la procédure, son honnêteté professionnelle, ses relations personnelles et aussi sans doute la reconnaissance de services rendus, lui attirèrent la clientèle. Il meurt le 3 avril 1807.
Louise-Stanislas-Adélaïde Déan, épouse de François Midy, restée d'abord à Craon, était venue rejoindre son mari à Laval en l'an IV. Elle meurt le 23 septembre 1819.